# Kabinett Krüger II
Das Kabinett Krüger II bildete vom 16. Mai bis zum 13. Oktober 1919 die Landesregierung von Mecklenburg-Strelitz.
Die Regierung wurde am 16. Mai 1919 neugebildet. Durch eine Änderung des Landesgrundgesetzes erhielten der Vorsitzende und die Mitglieder der Landesregierung am 11. Juni 1919 die Amtsbezeichnung „Staatsminister“. Am 13. Oktober 1919 trat die Regierung zurück.
| Amt | Name              | Partei |
| --- | ----------------- | ------ |
| Vorsitzender des Staatsministeriums Abteilung I: Abteilung des Innern und Wirtschaftsamt                                                            | Hans Krüger       | SPD    |
| Abteilung II: Abteilung für Finanzen, Domänen, Forsten und Bauten, Justiz, Kultus, Unterrichts- und Medizinalangelegenheiten sowie das Siedlungsamt | Wilhelm Sauerwein | DDP    |